# Pseudotrichia allequashensis
Pseudotrichia allequashensis är en svampart som beskrevs av Fallah & Shearer 2001. Pseudotrichia allequashensis ingår i släktet Pseudotrichia, ordningen Pleosporales, klassen Dothideomycetes, divisionen sporsäcksvampar och riket svampar.   Inga underarter finns listade i Catalogue of Life.